# C–50
A C–50-es a magyar gyártmányú kisvasúti dízelmozdonyok egy típusa. Az 1950-es évek elején a Szállítóberendezések Gyárában és a MÁV Északi Járműjavító Üzemében fejlesztették ki, majd másfél évtized alatt több mint 200 darabot gyártottak belőle. Fénykorában a gazdasági vasutak meghatározó vontatójárműve volt, és a magyar kisvasutak jó részén még ma is ezek a mozdonyok húzzák a vonatokat.
A fejlesztést a második világháború után kezdték el, és 1952-ben, amikor a Szállítóberendezések Gyára beszüntette a kisvasúti járművek gyártását, a még csak papíron létező mozdony tervezését a MÁV Északi Járműjavító Üzeme fejezte be, ahol tervezői Helm Ödön, Szakács Gábor és Temesi Béla mérnökök voltak. Az új mozdonyt, ami C–50 sorszámot és EDK–413 típusjelzést kapott, némi előkészítés után 1952. április 1-jén kezdték gyártani. Az első évben 20 darab készült el, ezeket Dombóváron, Balatonfenyvesen, Mezőhegyesen, Szerencsen, Kapuváron, illetve a Lőkösháza–Dombiratos vonalon állították forgalomba.
A keskeny nyomközű vasutak hanyatlásával a '60-as évek végén megkezdődött a C–50-es mozdonyok selejtezése is. Többnyire nem vágták szét őket, hanem alkatrészforrásként a műhely mellé állítva lassan „elkoptak”. A gazdasági vasutak jelentős részének megszüntetése után sok C–50-est vettek át az erdei vasutak, állami gazdaságok és egyéb, vasutat használó cégek. 2008-ban még 69  mozdony volt fellelhető – változatos műszaki állapotban. A MÁV tulajdonában ezek közül összesen hét volt: négy Balatonfenyvesen, egy-egy pedig Nyíregyházán, illetve a Gyermekvasúton. Az erdei vasutaknál még mindig sok ilyen a mozdony fut, több vonalon kizárólag ilyenek járnak. Néhány példányt szobormozdonyként állították ki, így került C–50-es a Zsuzsi Erdei Vasút emlékét őrizendő Nyíracsádra. Öt mozdony magánszemélyek tulajdonában volt.

## Gyártásának előzményei és kezdete
A magyarországi gazdasági vasutakon a második világháborút követően jelentős mozdonyhiány jelentkezett. A meglévő szedett-vedett mozdonyállomány képtelen volt kielégíteni a megnövekedett szállítási feladatokat. A Gazdasági Vasutak Igazgatósága (GVI) ezért 1948. október 7-én tervpályázatot írt ki, melynek célja 600–760 mm nyomtávolságú, 20–40 km/h maximális sebességű mozdonyok beszerzése volt. A pályázatra két cég jelentkezett. Az egyik az V. számú Autójavító Nemzeti Vállalat, amely egy 65 LE teljesítményű, 600 mm nyomtávolságú mozdonyt épített. Ezen pályázatra jelentkezett a Roessemann - Harmatta Gép és Csőgyár Rt. is az 1949-ben tervezett és épített A–26-os mozdonnyal, amiből azonban csak egy darab készült. Még az év folyamán megjelent az A–26-os továbbfejlesztett változata, a B–26-os mozdony. Ez utóbbit már sorozatban is gyártották (100 db), de kis teljesítménye (26 LE) miatt nem váltotta be a hozzá fűzött reményeket. Az államosítások után Szállítóberendezések Gyára névre keresztelt üzem az eddigi tapasztalatokat felhasználva belekezdett egy nagyobb teljesítményű mozdony tervezésébe. A C típusú mozdonyt 50 lóerő teljesítményűre tervezték, így kapta a  C–50 típusjelzést. 1952-ben azonban a gyár beszüntette a kisvasúti járművek gyártását, így a – még csak papíron létező – mozdony tervezését a MÁV Északi Járműjavító Üzeme fejezte be. Az új mozdony C–50-es sorszámot, és EDK–413 típusjelzést kapott. A mozdony tervezői az Északi Járműjavítóban Helm Ödön, Szakács Gábor és Temesi Béla mérnökök voltak.

## A mozdony gyártása
Hivatalosan az Északi Járműjavítóban 1952. április 1-jén fogtak hozzá a típus gyártásához, a gyártás előkészítése azonban már hamarabb elkezdődött. A futópróbákat a Dombiratosi GV-n tartották. Az első évben 20 darab készült el a típusból. (GV 300-as sorozat) Ezeket Dombóváron, Balatonfenyvesen, Mezőhegyesen, Szerencsen, Kapuváron, illetve a fentebb említett Lőkösháza–Dombiratos vonalon állították forgalomba.

### A mozdony altípusai

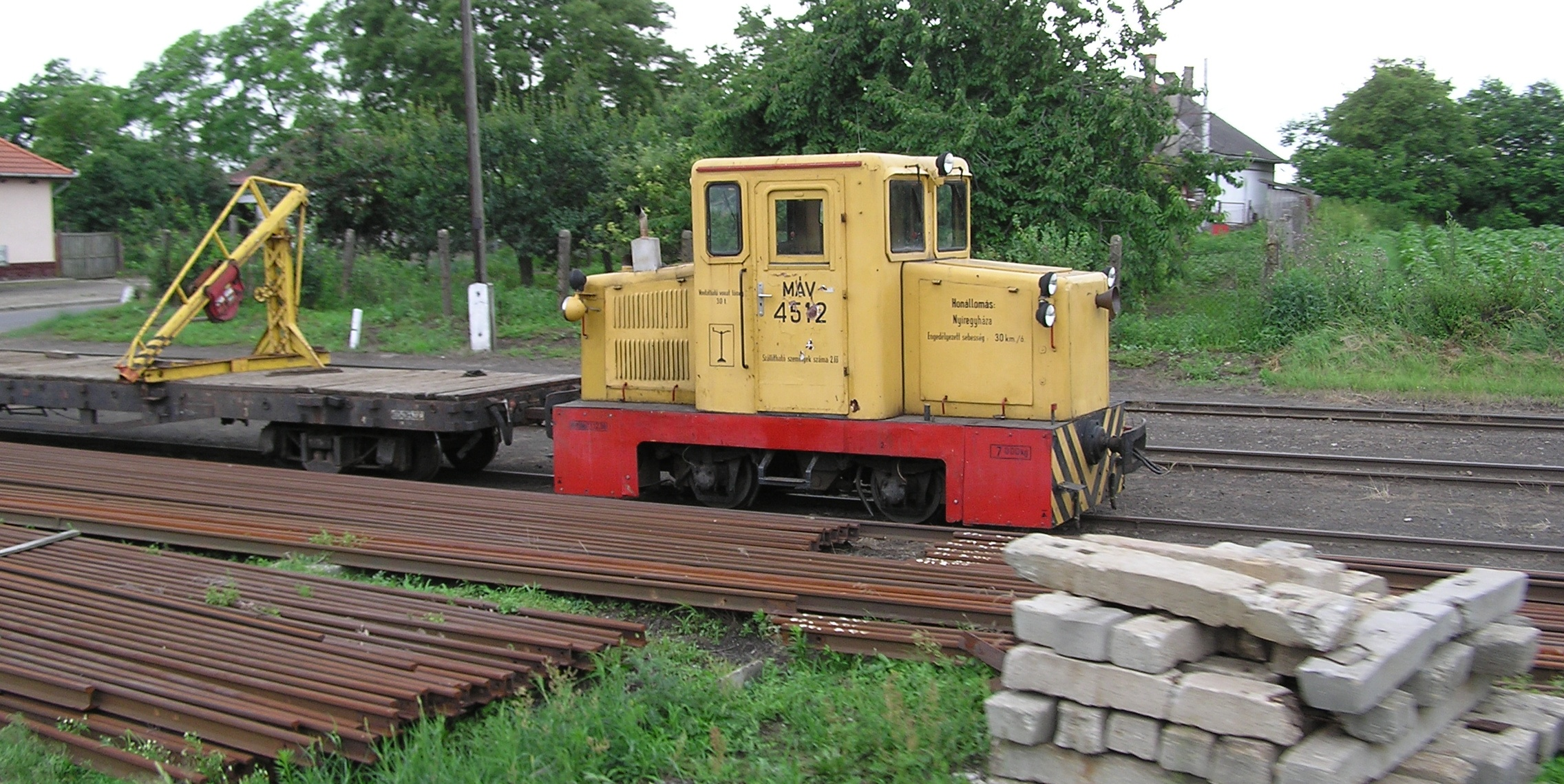
A Nyírvidéki Kisvasút pályafenntartási vontatója

- GV 3700-as (korábban GV 300-as) sorozat: ezen mozdonyok legfőbb jellemzője a belső csapágyas kivitel, azaz a tengelyek csapágyazása a kerekek között van kialakítva. A sorozatból 85 darab készült, legidősebb példánya (GV 303) jelenleg a Gyermekvasúton található. Az első két példányt (GV 3701 és GV 3702) a Balatonfenyvesi Gazdasági Vasúton vágták szét 1997-ben.
- GV 5700-as sorozat: az ebbe a sorozatba tartozó mozdonyok már külső csapágyazásúak: csapágyuk a kerekeken kívül, a tengely meghosszabbítását képező tengelycsapokon található.  A Gazdasági vasutakhoz 38 darab került a típusból. (Két darab belső csapágyazásúból lett átalakítva. Elsősorban Balatonfenyvesen találhatók nagy számban.) 1957-ben kezdték gyártani. Az első példányt az 1954-ben készült belső csapágyas, GV 336 pályaszámú mozdonyból alakították ki. A sikeres próbák után GV 5702-től vadonatúj mozdonyok gördültek ki az üzemből.
- GV 4500-as sorozat: ezeket a mozdonyokat más típusú mozdonyokból alakították át a Gazdasági Vasutak saját műhelyeiben, ezért kérdéses, hogy egyáltalán mennyire nevezhetők C–50-es mozdonynak. A legfőbb jellemzőjük az aszimmetrikus kivitel, akkumulátorládájuk rövidebb, mint a motortérburkolatuk. Jelenleg ilyen mozdony a Debreceni Vidámparki Kisvasúton és a Pécsi Gyermekvasúton üzemel. Ezek az egykori GV 4505, illetve GV 4509-es mozdonyok.
- M297, 4000-es sorozat: ezeket a gépeket a  MÁV részére építették. Ebből az altípusból kilenc darab készült. Öt darab 760 mm-es nyomtávolsággal a Nyírvidéki és a Hegyközi Kisvasút részére, kettő 950 mm-es nyomtávolsággal a Debreceni Kisvasút részére, valamint kettő 1000 mm nyomtávolsággal a Diósgyőr–Perecesi Kisvasút részére. Napjainkra a sorozatból egyetlen példány maradt fenn, ez a KVVG 4512 számú üzemi célú mozdony Nyíregyházán.

A mozdonyok ezen kívül változatos külső megjelenéssel készültek, például a fentebb említett szimmetrikus, aszimmetrikus, külső és belső csapágyas gépek mellett készültek kúpos kivitelű gépek is. Ezeknél a motorház és az akkuláda teteje lejtős, oldala pedig a mozdony hossztengelye felé tart.

### Megrendelők
A típusból a Gazdasági Vasutak Igazgatóságán kívül a MÁV, az erdei vasutak és különféle ipari üzemek is rendeltek. Ez utóbbiak számára 1953–54-ben adtak át jelentős mennyiséget.
A mozdonyokból 20 darabot exportáltak Észak-Korea számára a NIKEX külkereskedelmi vállalat közreműködésével, valószínűleg 750 mm nyomtávolsággal.

### Meg nem valósult gyártási tervek
Az '50-es évek elején megpróbálkoztak a mozdonytípus exportképessé tételével. A gyártással a győri Wilhelm Pieck Vagon- és Gépgyárat bízták meg. A gyár a Kohó- és Gépipari Minisztérium utasítására a MÁV Vasúttervező Üzemi Vállalatot bízta meg az exportálható változat gyártásához szükséges tanulmány, illetve a jellegtervek elkészítésével. A tervezők 1954. november végére elkészültek egy exportképes változatra vonatkozó tervekkel, melyekben a már gyártott típushoz képest a tengelytávolság megnövelését, a kerékpárok csapágyazásának és a hordrugók megváltoztatását, valamint a rugózatlan súlyok csökkentését, a fékszerkezet egyszerűbbé tételét, valamint a padló- és motorburkolatok magasságának csökkentését javasolták.
Az elkészült tervek ellenére gyártásra nem került sor.

## A mozdony szerkezeti felépítése

### Főkeret
A mozdony főkerete hengerelt idomacélból, hegesztéssel készült. A főkeret mind a négy sarkán súlyszekrények vannak elhelyezve. Ezekbe tetszés szerint előre gyártott súlyok helyezhetők, amivel növelhető a mozdony tapadása. A több súly nagyobb vonóerőt eredményez, ugyanakkor a kisebb terhelhetőségű pályán csak kisebb tengelyterhelésű mozdonyokkal lehet közlekedni. A súlyszekrények alacsony elhelyezése miatt alacsonyra kerül a mozdony súlypontja, így az a rossz minőségű pályán is képes biztonságosan közlekedni.

### Vonó- és ütközőkészülék
A mozdonyok szabványos központi ütköző-vonó készülékkel szerelték fel, melyek függőleges irányban állíthatók, és a főkerethez rugózottan kapcsolódnak.

### Motorház, vezetőállás
A vezetőállás a mozdony közepén található, minden irányban jó kilátást biztosít. A vezetőfülke a külsőleg közel azonos kivitelű (kivéve aszimmetrikus változat) motorház és akkumulátorszekrény között helyezkedik el. A mozdony két vége közti egyetlen látható különbség, hogy a motorház eleje rácsozott, míg az akkumulátorszekrényé zárt. A mozdonyszekrény acéllemezből készült. A vezetőfülkében átlósan két vezetőállás van beépítve. Itt a teherautókhoz hasonlóan három lábpedál szolgál a mozdony kezelésére. Míg a lábpedálok a vezetőfülke mindkét vezetőállásán megtalálhatók, a sebességváltó, az irányváltó és a kézifék csak egy karú, de mindkét vezetőállásból biztonságosan kezelhető.

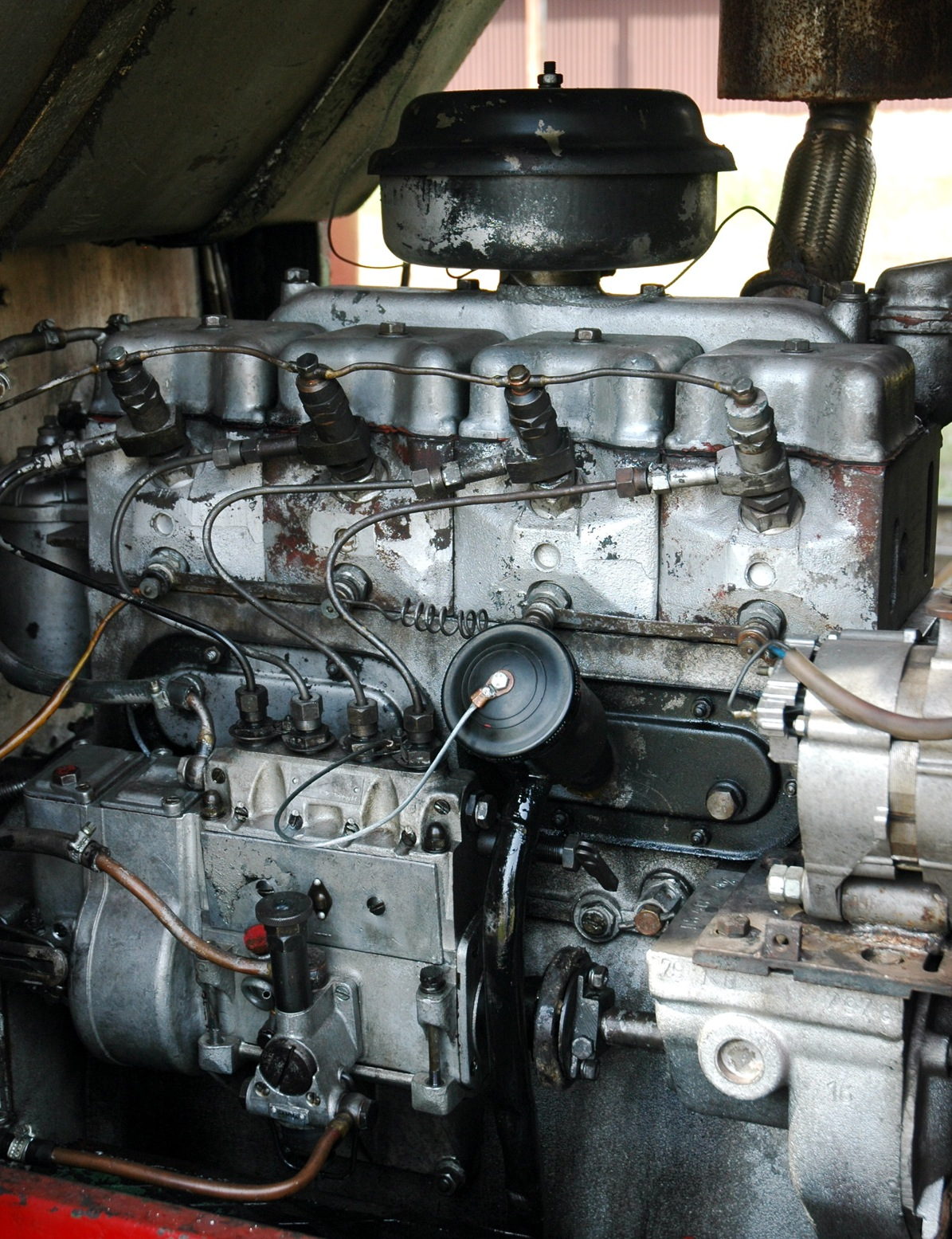
Csepel D413-as motor

### A motor
Az C–50-esekbe eredetileg Csepel D413-as típusú négyütemű, előkamrás dízelmotor lett beépítve, amely osztrák (Steyr) licenc alapján készült.
| Hengerek száma                  | 4          |
| Hengerfurat/löket               | 110/140 mm |
| Lökettérfogat hengerenként      | 1,3 liter  |
| Fordulatszám                    | 1500 1/min |
| Fajlagos tüzelőanyag-fogyasztás | 200 g/LEh  |

A motor nedves perselyű hengerekkel, különálló, és leszerelhető hengerfejekkel, könnyűfém forgattyúházzal és dugattyúkkal készült. Befecskendező szivattyúja állandó löketű, porlasztói zártak. Olajozása fogaskerék-szivattyúval, indítása villamos indítómotorral és izzítógyertyákkal történik.
Az üzemanyagtartályt a motorházban helyezték el, űrtartalma 80 liter.

### Erőátvitel
| Az egyes sebességfokozatokhoz tartozó sebesség- és vonóerő-értékek | Az egyes sebességfokozatokhoz tartozó sebesség- és vonóerő-értékek | Az egyes sebességfokozatokhoz tartozó sebesség- és vonóerő-értékek | Az egyes sebességfokozatokhoz tartozó sebesség- és vonóerő-értékek |
| Fokozat                                                            | Sebesség (km/h)                                                    | Vonóerő (kN)                                                       |                                                                    |
| ------------------------------------------------------------------ | ------------------------------------------------------------------ | ------------------------------------------------------------------ | ------------------------------------------------------------------ |
| 1                                                                  | 2,8–3,5                                                            | 42,6-33,9                                                          |                                                                    |
| 2                                                                  | 5,1–6,5                                                            | 23,3-18,4                                                          |                                                                    |
| 3                                                                  | 8,9–11,3                                                           | 13,3-10,1                                                          |                                                                    |
| 4                                                                  | 15,3–19,3                                                          | 7,5-6,2                                                            |                                                                    |
| 5                                                                  | 24,3–30,7                                                          | 6,1-4,1                                                            |                                                                    |

A mozdony erőátviteli rendszere teljesen mechanikus. A motor tárcsás tengelykapcsolóval csatlakozik a Csepel gyártású ötfokozatú sebességváltóhoz. A sebességváltó fokozatai gömbcsuklós karral kapcsolhatók. A sebességváltó teljesen azonos a Csepel teherautókban használtéval, ezért hátrameneti fokozat is be van építve. Ennek azonban a beépített irányváltó miatt nincs vasútüzemi jelentősége. A többfokozatú tolókerekes irány- és fokozatváltó tengelyhajtóműben ("tornyos hajtómű") gyorsító áttétel (tolató-vonali fokozatváltó) is található, ennek kapcsolásával a sebességfokozatok száma megkétszerezhető, tehát a mozdony gyakorlatilag 10 sebességfokozattal rendelkezik. (A gyorsító áttétel üzem közben nem kapcsolható. A megfelelő áttételt műhelyben állítják be a vasútra jellemző pályaviszonyoknak megfelelően: sík terepen kisebb, hegyvidéki pályákon nagyobb áttételt alkalmazva. Ezzel tovább nő a mozdony sokoldalúsága.)
A tornyos hajtóműből a hajtónyomaték kardántengelyeken keresztül jut a tengelyhajtóművekbe, ahol kúpkerekes hajtás útján jut az a tengelyekre.

### Tengelyek
A kerékpárok kéregöntésűek, görgős ágyazásúak, rugózásuk lemezes hordrugóval készült.

Tengelyterhelés: 3,5 t (GV 4500-as sorozatnál 2,5 t).

### Fék
A mind a négy kerékre ható fék kézzel, vagy lábpedállal működtethető. A mozdony homokoló berendezése kézzel működtethető (a homokot a vezetőálláson elhelyezett, erre a célra szolgáló nyílásba kell kézzel belapátolni). A mozdonyokon légfék gyárilag nem került beépítésre, azonban a Lillafüredi Állami Erdei Vasúton két C–50-es mozdonyt légfékessé alakíttattak. Később több vasútüzem is légfékesített C–50 mozdonyt,

### Jelzések
A mozdonyokon villamos kürt, kipufogósíp, valamint oldalanként három fényszóró és két zárjelző található jelzések adására.

## Pályaszámozás

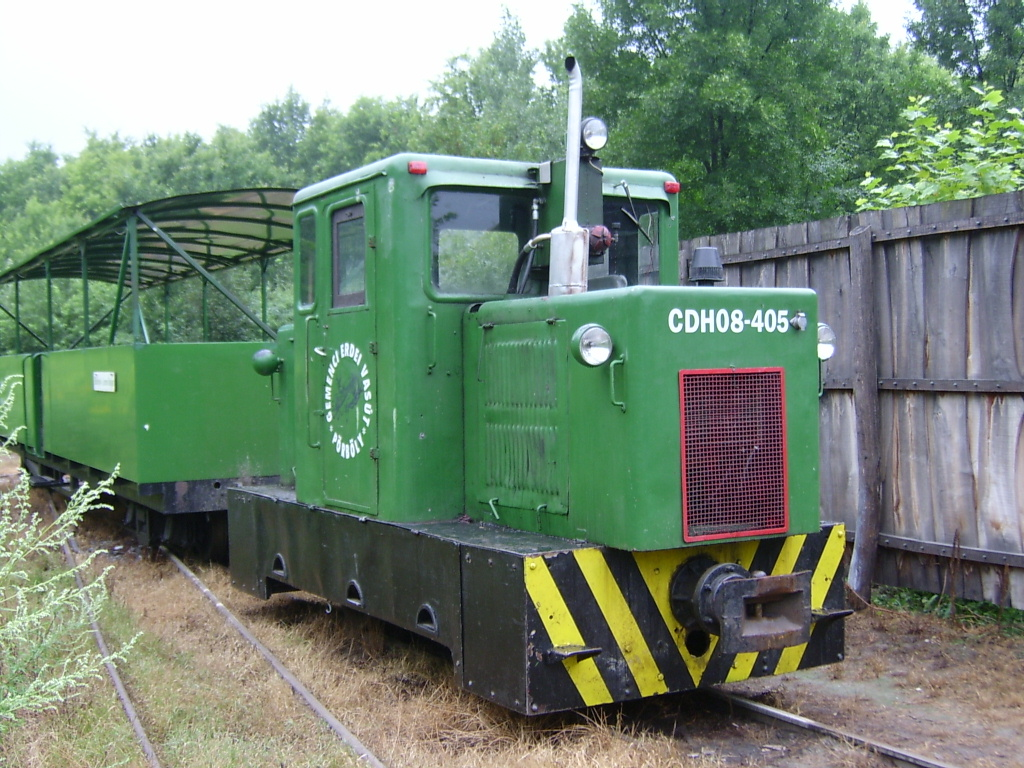
A Gemenci Állami Erdei Vasút hidraulikus erőátvitelűvé alakított CDH08-405 pályaszámú mozdonya (külső változtatás: kiugró motorház)

Mivel a mozdonyok elsősorban a Gazdasági vasutak számára készültek, így a pályaszámok a GV betűjellel kezdődnek. A GV betűjel után található a mozdonytípus sorszáma, majd a teljes tömeg kerekített értéke. (Ez a C–50-es mozdonyoknál 7, illetve 5 tonna. A különböző altípusba tartozó gépek külön típus sorszámot kaptak.) A kerekített érték után következik a mozdony sorszáma. A sorszámozás 1-gyel kezdődik. (Például: GV 3701, GV 4503, GV 5727)
Később – miután számos gép más vasutakhoz került – ezeket a különböző vasutak saját számozással látták el, így a LÁEV-nél például C02-407 és C02-408, Kaszón pedig C 401 és C 402 pályaszámot viselnek ezek a mozdonyok.
Az iparvasúti mozdonyoknál 600 mm-es nyomtávolságon E 04-gyel, 760 mm-es nyomtávolságon pedig D 04-gyel kezdődik, majd a sorszámmal folytatódik a mozdonyok számozása (pl. E 04–01). A pályaszámok alkalmazása azonban nem mindig következetes.

## Leggyakoribb átépítések
A mozdonyokon végzett leggyakoribb átalakítás a motorcsere volt, amelynek keretében az 50 lóerős D413-as helyett 80 lóerős D-414-es Csepel motor került a C–50-ek motorterébe. Ilyen átalakítást végeztek a Balatonfenyvesi Gazdasági Vasút több mozdonyán is.
Az eredeti, oldalankénti 3-3 lámpa is sok helyen módosult. Gyakran csak oldalanként kettő, vagy egy lámpa található a gépeken, mert az erdei vasutakra vonatkozó utasítás csupán minimum egy fényt ír elő a vonat elején.
Több mozdony külső burkolatát a kisebb űrszelvény elérése érdekében alacsonyabb kivitelűre alakították, ezekből már csak egy gép maradt fenn, jelenleg felújítás alatt áll.

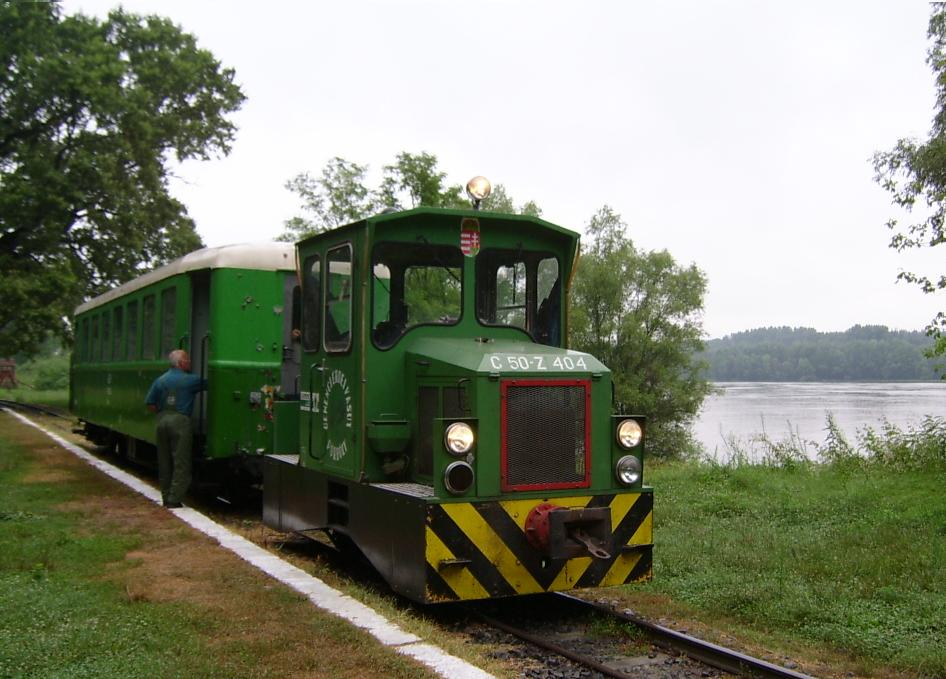
A Gemenci Állami Erdei Vasút C 50–Z 404 pályaszámú átalakított dízelmozdonya

A Gemenci Állami Erdei Vasút öt mozdonyát az 1990-es évek elején a cég bajai műhelyében hidraulikus erőátvitelűre építettek át. Kicserélték a motort, megváltozott a vezetőállás belső kialakítása, és részben a külső megjelenés is.
A legnagyobb mértékű felújítást szintén a Gemenci ÁEV vitte véghez 1997-ben Jászkiséren. Az egyetlen átépített mozdony teljesen új burkolati elemeket és egy 120 LE-s (90 kW-os) Zetor Crystal motort kapott. A menetteljesítménye és végsebessége jelentősen javult, míg fogyasztása csak kis mértékben növekedett. A felújított mozdony a C 50–Z típusjelzést kapta.

## A mozdonyok jelene
A keskenynyomközű vasutak hanyatlásával a '60-as évek végén megkezdődött a C–50-es mozdonyok selejtezése is. Ezeket a mozdonyokat többnyire nem vágták szét, hanem a műhely mellé állítva alkatrészforrásként működtek, és lassan „elkoptak”. A gazdasági vasutak jelentős részének megszűnése után a C–50-eseket nagy számban vették át az erdei vasutak, állami gazdaságok, és egyéb, vasúthálózattal rendelkező cégek. 2008-ra az eredetileg gyártott mozdonyokból 69 darab lelhető fel – változatos műszaki állapotban. A MÁV tulajdonában ezek közül összesen hét darab található: négy darab Balatonfenyvesen, egy-egy példány pedig Nyíregyházán, illetve a Gyermekvasúton. Az erdei vasutaknál azonban még mindig nagy számban alkalmazzák ezeket a mozdonyokat, és több vasútüzemnél kizárólag C–50-es mozdonyokra alapozzák a vontatási feladatok végrehajtását. Néhány példányt szobormozdonyként állították ki, így került C–50-es a Zsuzsi Erdei Vasút emlékét őrizendő Nyíracsádra. A mozdonyok közül öt darab van magánszemélyek tulajdonában.

### Ma is használatban

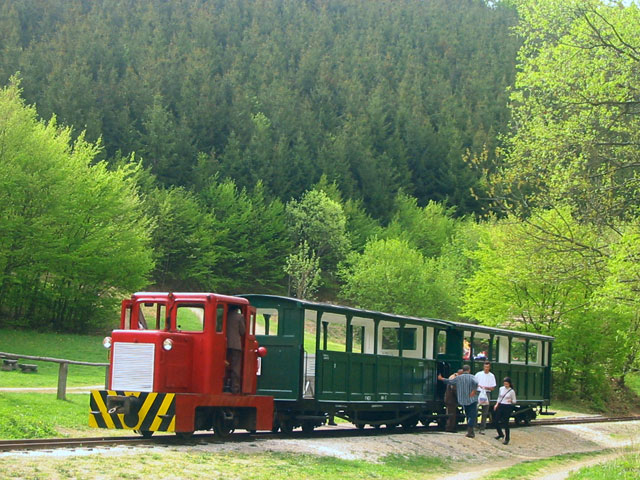
A Felsőtárkányi Állami Erdei Vasút szerelvénye külső csapágyas C-50-es mozdonnyal

Jelenleg a következő vasútüzemeknél használnak C–50-es mozdonyt:
- Almamelléki Állami Erdei Vasút (600mm)
- Balatonfenyvesi Gazdasági Vasút
- Csömödéri Állami Erdei Vasút
- Debreceni Vidámparki Kisvasút
- Felsőpetényi Kisvasút (600 mm)
- Felsőtárkányi Állami Erdei Vasút
- Gemenci Állami Erdei Vasút
- Hortobágy-halastavi Kisvasút
- Kaszói Állami Erdei Vasút
- Lillafüredi Állami Erdei Vasút
- Mátravasút
- Mecseki Kisvasút
- Mesztegnyői Állami Erdei Vasút
- Nagybörzsönyi Erdei Vasút
- Nagycenki Széchenyi Múzeumvasút
- Nyírvidéki Kisvasút
- Őszeszéki Gyermekvasút (Szatymaz)
- Pálházi Állami Erdei Vasút
- Szilvásváradi Erdei Vasút
- Széchenyi-hegyi Gyermekvasút
- Tiszakécskei Gyermekvasút
- Tömörkényi Halgazdasági Vasút

### Kiállítva
Az országban több helyen található kiállított C–50-es mozdony. Ezek a következők:
- Kaszaper, a Kecskeméti Kisvasút megszűnt kiállításából 2010-ben szállították át.
- Fehérgyarmat
- Öntésmajor, Helytörténeti Múzeum
- Nyíracsád
- Dunaszeg

Ezeken kívül több mozdony található tárolva, vagy magántulajdonban.

## Érdekesség
Egy mozdony (a GV 3737 pályaszámú) Szlovákiában is üzemelt, Feketebalogon. 2007-ben azonban két magyar vasútbarát megvásárolta, visszahozták Magyarországra. A mozdony azóta üzemelt a Nagybörzsönyi Erdei Vasúton és a Mátravasúton is, jelenleg a Börzsöny Kisvasúton használják.

## Képgaléria

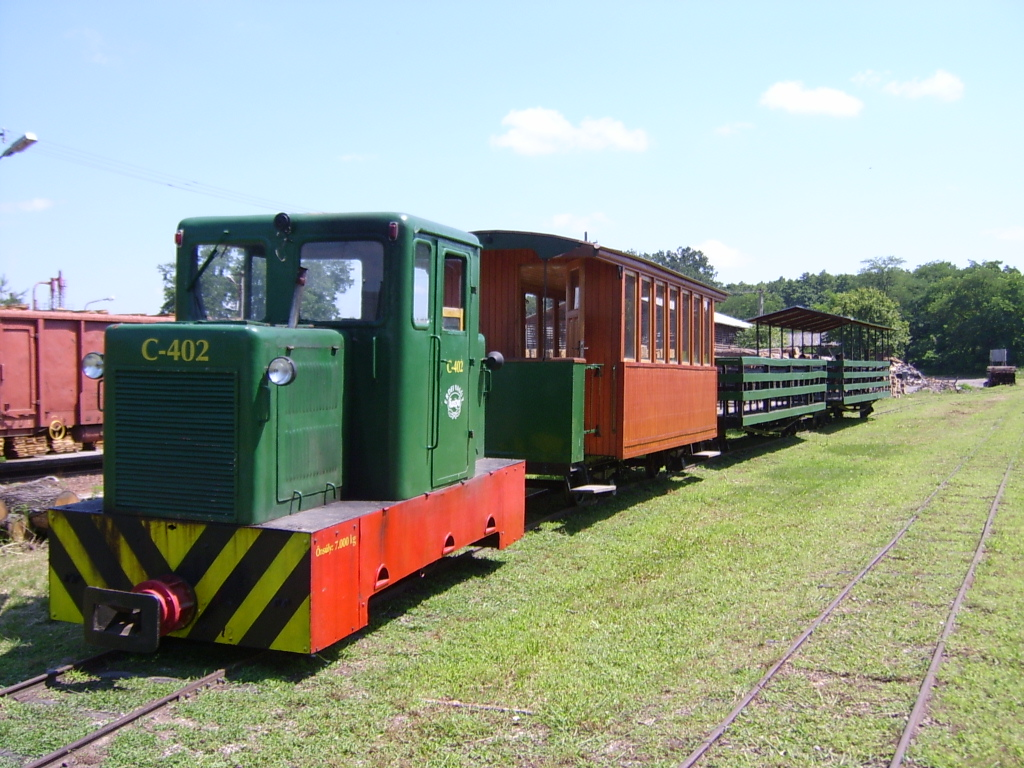
A C 402 pályaszámú C–50-es mozdony vonatával Szenta állomáson, a Kaszói Állami Erdei Vasúton
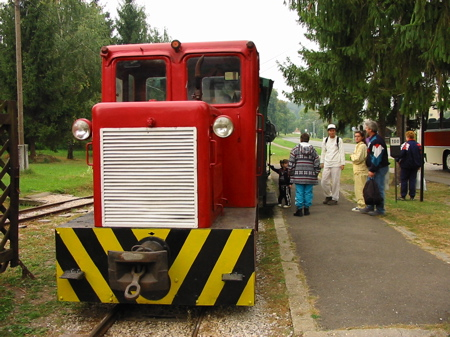
A Felsőtárkányi Állami Erdei Vasút szerelvénye útra készen
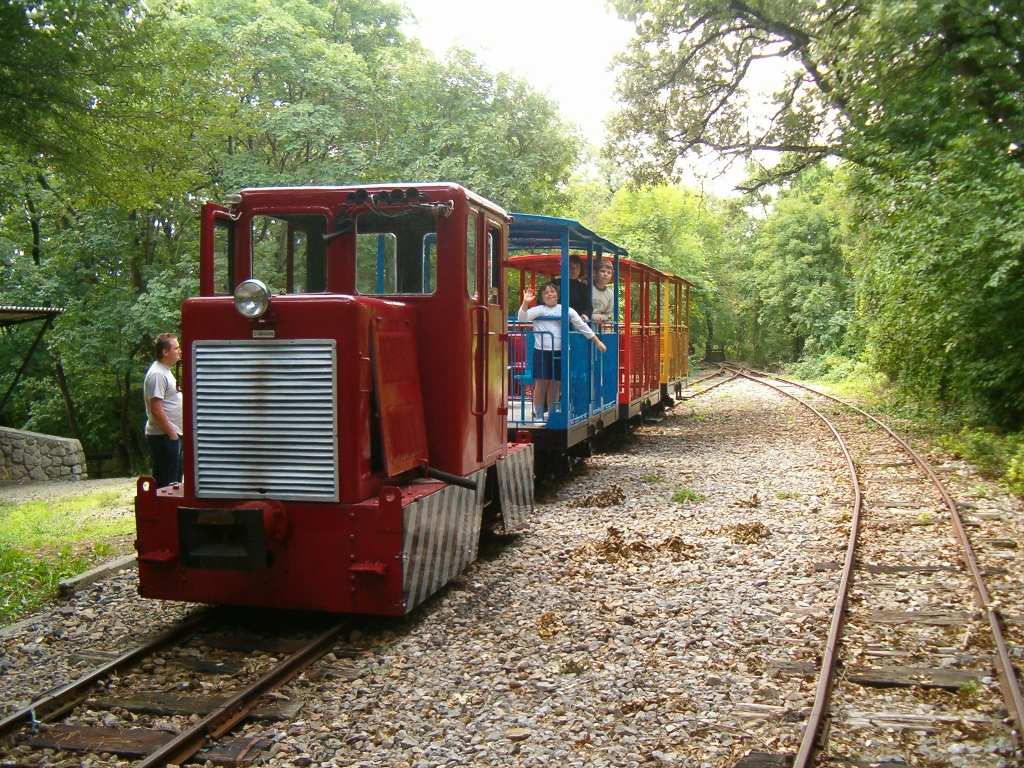
A Mecseki kisvasúton (gyermekvasúton) közlekedő GV 4500-as sorozatú C–50-es szerelvényével
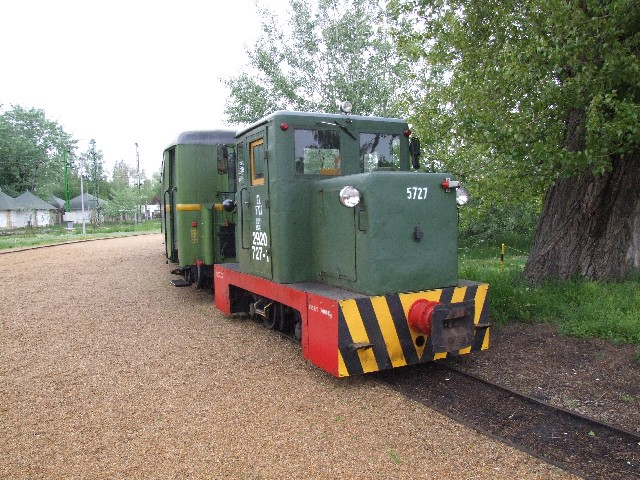
Külső csapágyazású (GV 5700) mozdony Balatonfenyvesen
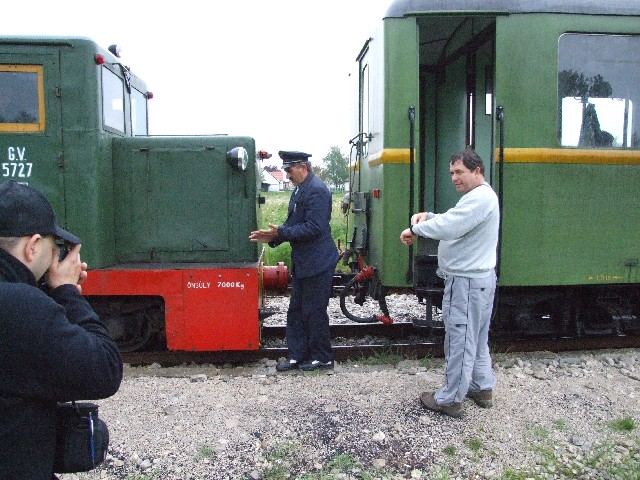
GV 5700-as sorozatú gép Somogyszentpálon
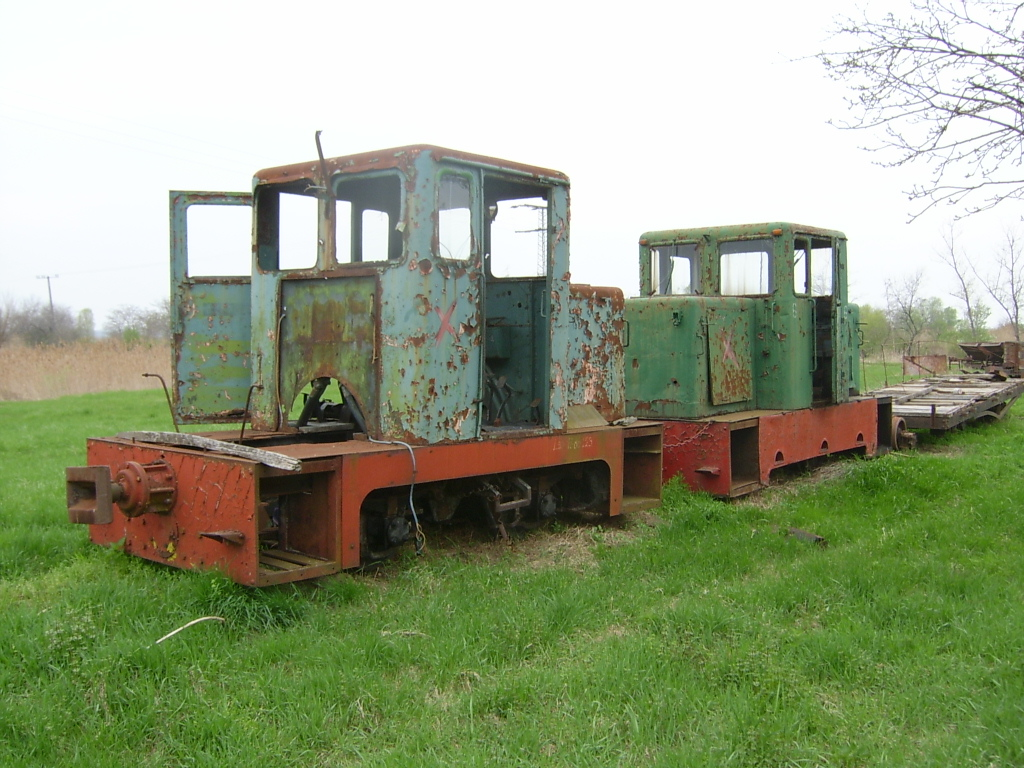
Egy külső és egy belső csapágyazású gép roncsa a Tömörkényi Halgazdasági Vasúton (Csanytelek)
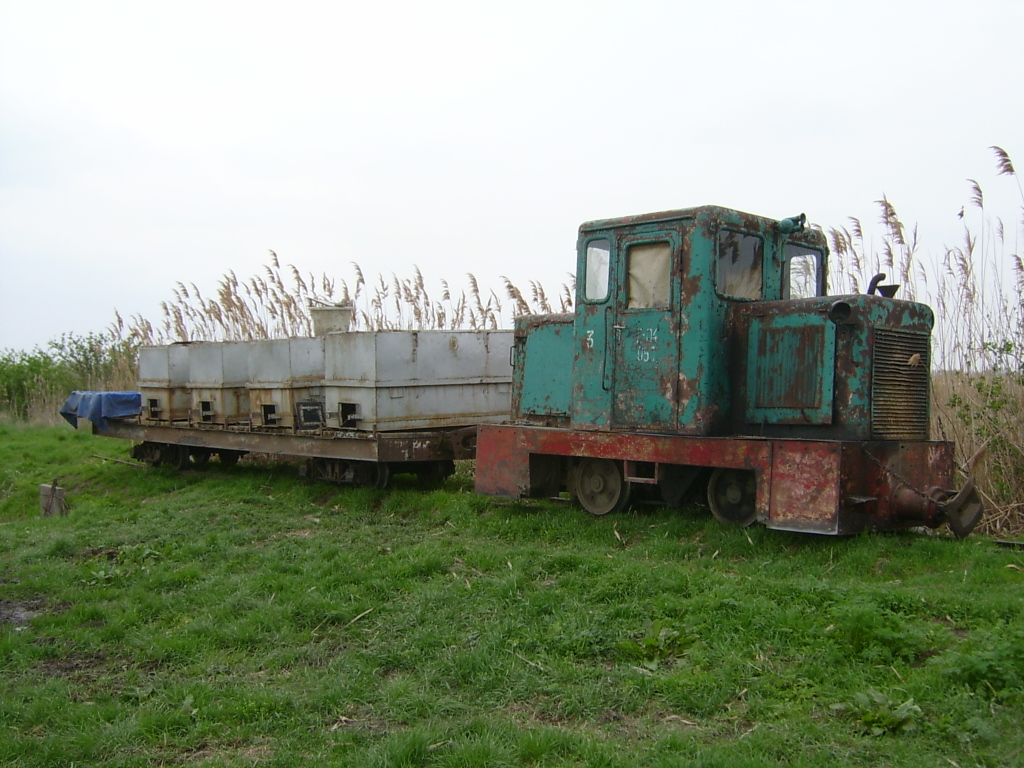
Működőképes (!) belső csapágyazású mozdony halszállító tartállyal rakott kocsikkal a Tömörkényi Halgazdasági Vasúton
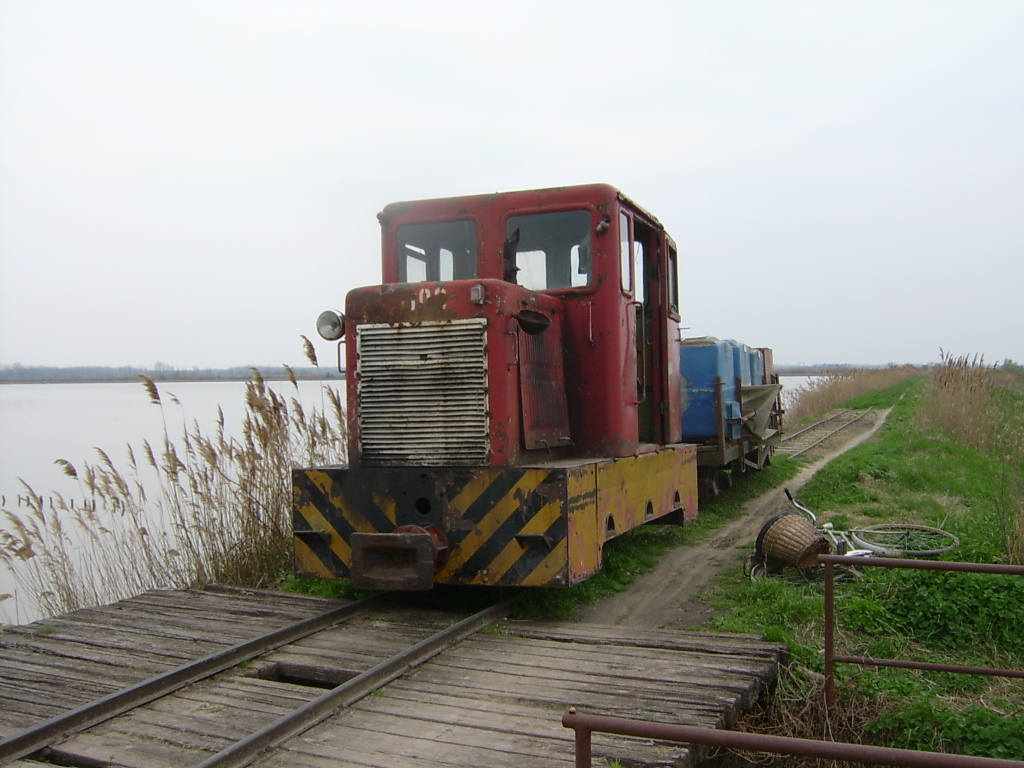
Dombóvári GV-ről származó C–50-es mozdony Tömörkényben vonatával egy halastó mellett
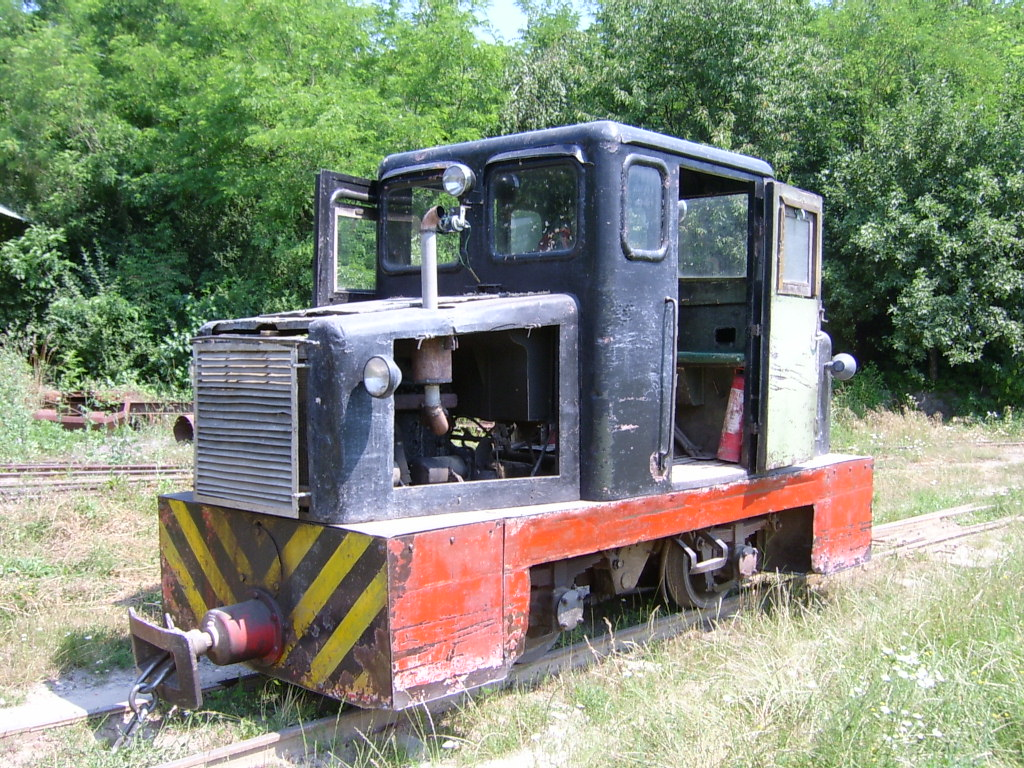
Kúpos kivitelű, külső csapágyas, 600 mm nyomtávolságú C–50-es mozdony a Felsőpetényi Bányavasúton
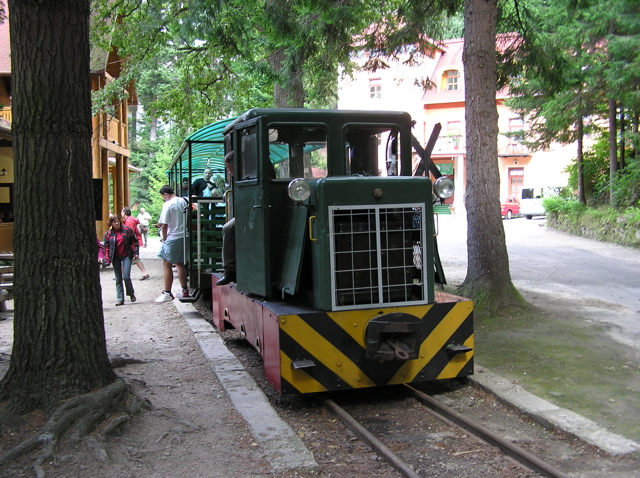
A Pálházi Állami Erdei Vasút C–50-es mozdonya Kőkapu megállónál személyvonattal
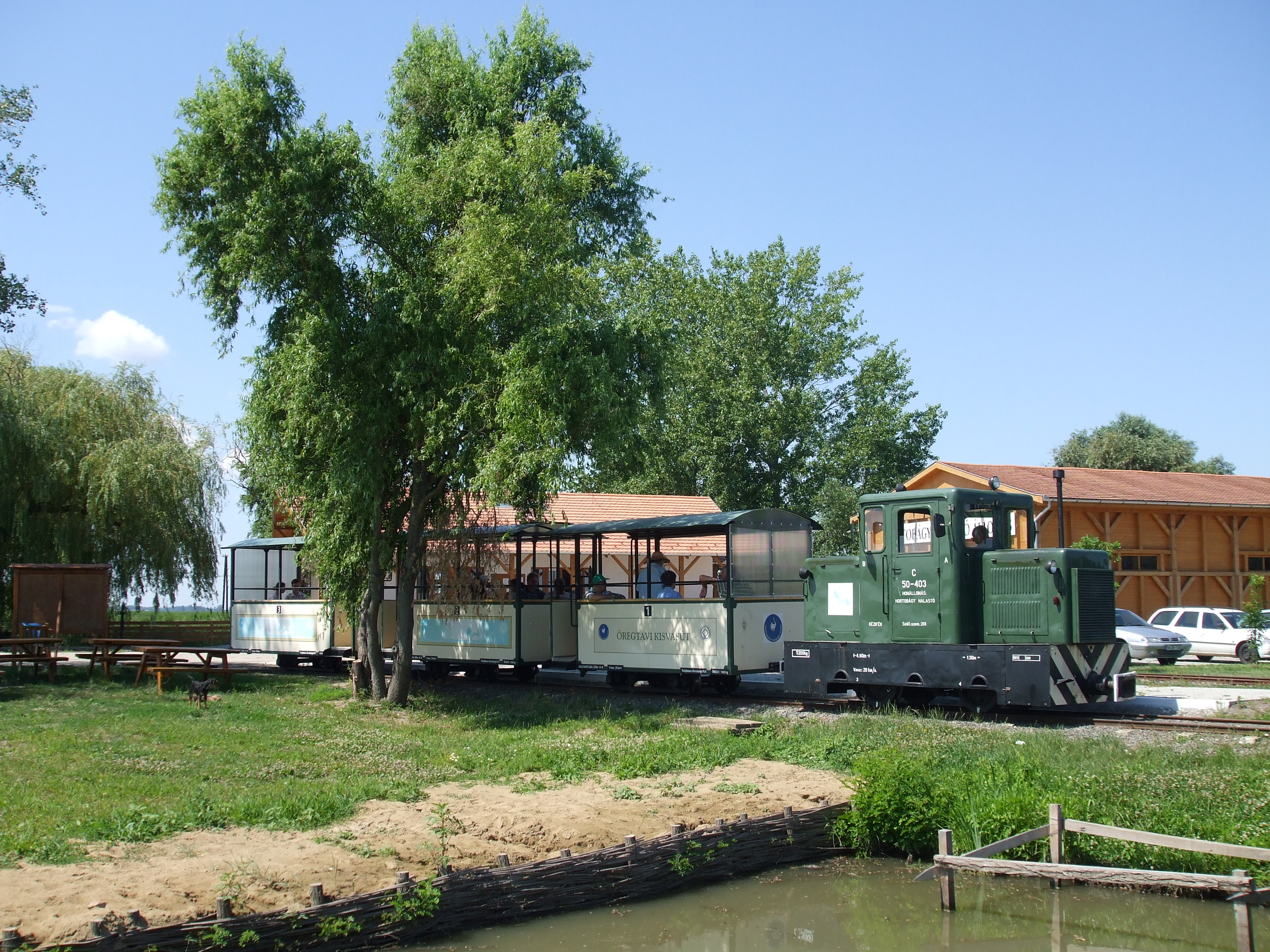
A Hortobágy-halastavi Kisvasút mozdonya vonatával Hortobágy-Halastó állomáson
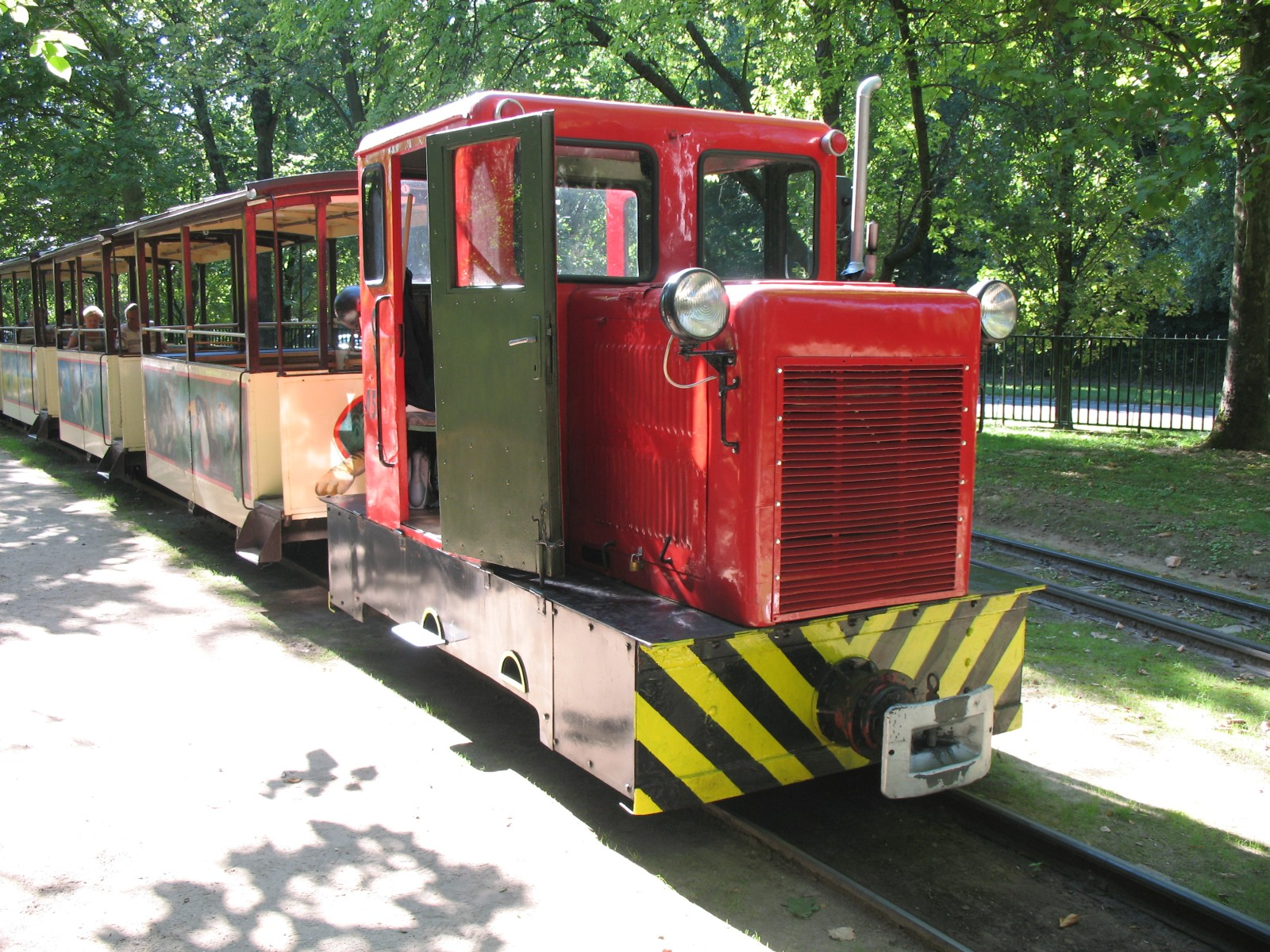
Kisvasút a debreceni Nagyerdei Kultúrpark Állat- és Növénykertjében